# Риби луна
Рибите луни (Molidae) са семейство животни от разред Бодливи риби (Tetraodontiformes).
Таксонът е описан за пръв път от Шарл Люсиен Бонапарт през 1832 година.

## Родове
- †Austromola
- †Eomola
- Masturus
- Mola – Лунни риби
- Ranzania